# Microcasete
El microcasete o microcinta es un formato de grabación de sonido en cinta magnética, que funciona del mismo modo que un casete normal, solo que es mucho más pequeño. Fue inventado e introducido por la empresa Olympus en 1969 con la idea de disminuir el tamaño del casete, y hacerlo más cómodo para el usuario, ya que el tamaño del casete común es muy grande e incómodo para usar como grabador o reproductor portátil.

## Características
Las cintas de microcasetes a pesar del tamaño tan reducido (un cuarto de un casete común), pueden ofrecer casi la misma duración que los casetes compactos. El microcasete virgen o en blanco puede ser de 15, 30, 60 o 90 minutos de duración, lo cual se indica en su estuche y caja con las siglas MC-15, MC-30 , MC-60 y MC-90. Este tiempo de duración dependerá de la velocidad de grabación empleada, las velocidades son 2,4 o 1,2 cm/s. Aunque el funcionamiento sea igual al del casete compacto, la pletina del microcasete es distinta: en este caso el rodillo de goma del capstan se situá en el centro, la cabeza de lectura/escritura esta a un lado y el cabezal de borrado es más pequeño, e ingresa por una abertura al lado del otro cabezal. En cambio, el casete común tiene el rodillo de goma a la izquierda, el cabezal de lectura/escritura en el centro y el cabezal de borrado a la derecha. El casete tiene la pestaña contra escritura en la parte superior y el microcasete tiene la pestaña en una cara lateral.
El microcasete en muchos casos ha suplantado al casete de audio del mismo tamaño en situaciones en las que se requiere menor fidelidad de voz y nivel de audio. Por ejemplo, en las grabadoras para el periodismo o para el estudio y los contestadores automáticos. Incluso éstos, cada vez más, montan registradores digitales de varios tipos. Dado el aumento de uso de los CD y archivos MP3 almacenados en memoria-flash, el fenómeno de grabación casera ha cambiado notablemente, al obtenerse ahora mismo, los datos, ya sean de audio o de cualquier otra clase, de Internet, con unas calidades estándares. No obstante, la era digital no ha desplazado del todo a los sistemas de soportes magnéticos, por motivos relacionados con su capacidad, duración de la vida útil de la cinta, calidad de sonido, etc.